# Икосаэдральное число
Икосаэдра́льное число́ — разновидность многогранных фигурных чисел, связанная с икосаэдром. Общая формула для {\displaystyle n}-го по порядку икосаэдрального числа {\displaystyle I_{n}}:
{\displaystyle I_{n}={\frac {n(5n^{2}-5n+2)}{2}}}
Первые из икосаэдральных чисел (последовательность A006564 в OEIS):
{\displaystyle 1,12,48,124,255,456,742,1128,1629,2260\dots }
Рекуррентная формула:
{\displaystyle I_{n}=I_{n-1}+{\frac {15n^{2}-25n+12}{2}};\quad I_{1}=1}
Производящая функция последовательности:
{\displaystyle {\frac {x(1+8x+6x^{2})}{(1-x)^{4}}}=\sum _{n=1}^{\infty }I_{n}x^{n};\quad |x|<1}
Связь с тетраэдральными числами {\displaystyle \mathbb {T} _{n}}:
{\displaystyle I_{n}=\mathbb {T} _{n}+8\mathbb {T} _{n-1}+6\mathbb {T} _{n-2}}
Из общей формулы видно, что икосаэдральное число всегда составное (делится на {\displaystyle n}).